# Frederick Varley
Frederick Horsman « Fred » Varley, né le 2 janvier 1881 à Sheffield et mort le 8 septembre 1969 à Toronto, est un peintre britannique, membre fondateur du Groupe des Sept.

## Biographie
Varley étudie l'art à Sheffield et fréquente l'Académie Royale des Beaux-Arts d'Anvers, en Belgique , tout en travaillant comme débardeur. Il immigre au Canada en 1912 sur les conseils d'un autre natif de Sheffield (et futur membre du Groupe des Sept ), Arthur Lismer.
À partir de janvier 1918, il sert pendant la Première Guerre mondiale avec Charles Walter Simpson, John William Beatty et Maurice Cullen. Il attire l'attention de Lord Beaverbrook, qui a fait en sorte qu'il soit nommé artiste de guerre officiel. Il accompagne les troupes canadiennes lors de l'offensive des Cent-Jours d'Amiens, en France, et à Mons, en Belgique. Ses peintures de combat sont basées sur ses expériences au front.
En 1920, il devient membre fondateur du Groupe des Sept. Il est le seul membre original du groupe à se spécialiser dans le portrait, mais il peint également des paysages.
Après avoir vécu en Ontario pendant plusieurs années, Varley déménage à Vancouver, en Colombie-Britannique, en 1926. Il devient chef du département de dessin et de peinture à l' École des arts décoratifs et appliqués de Vancouver, poste qu'il occupe de 1926 à 1933.
Il peint des images de montagnes et de flancs de montagnes. Il voyage dans l' Arctique en 1938 et en Union soviétique, avec plusieurs artistes, dans le cadre du premier échange culturel de la guerre froide. 
Il meurt à Toronto en 1969. Membre associé de l'Académie royale des arts du Canada, Frederick Varley fait l'objet d'un timbre émis par Postes Canada en 1981, basé sur son Autoportrait de 1945.

## Galerie

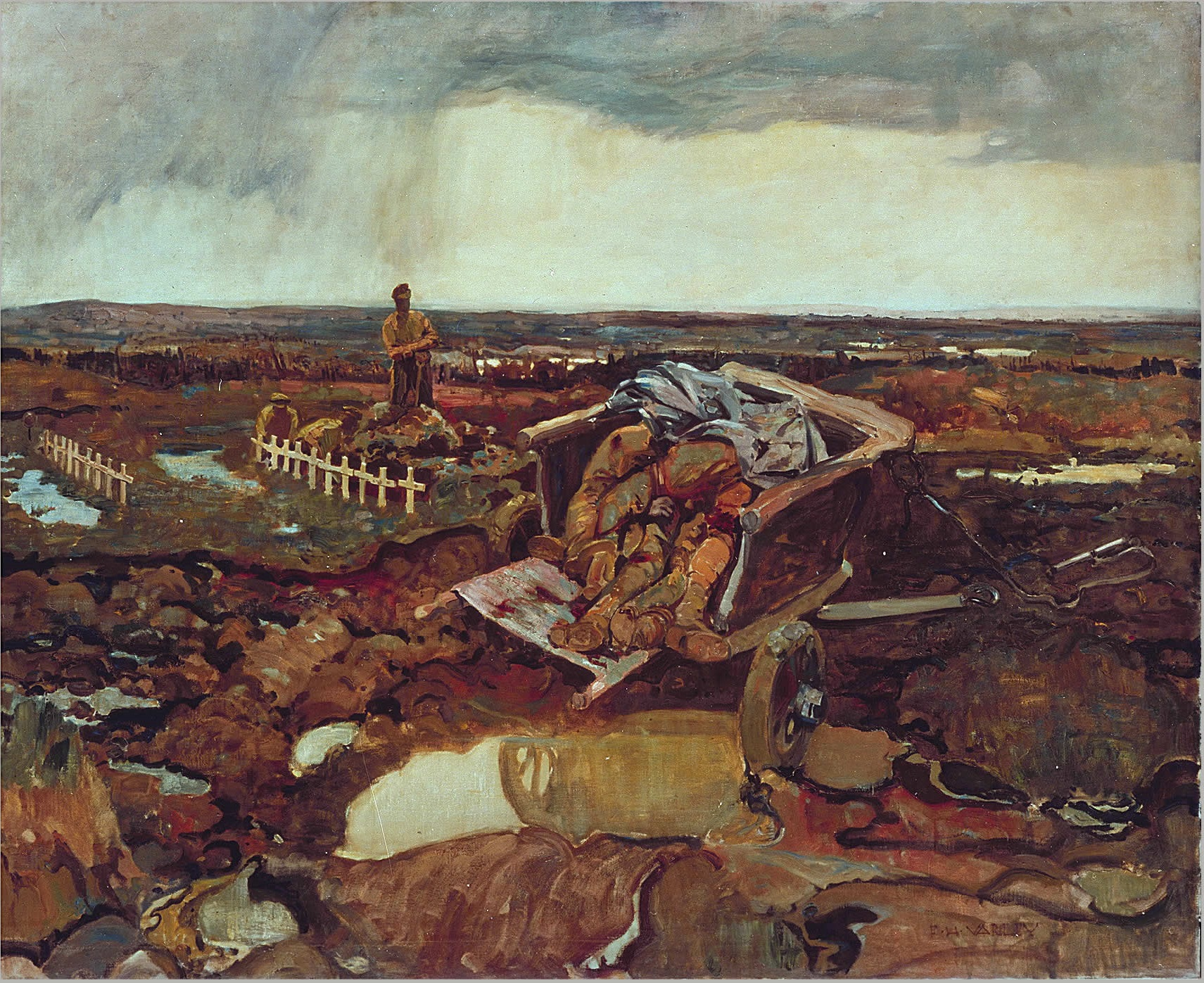
For What?
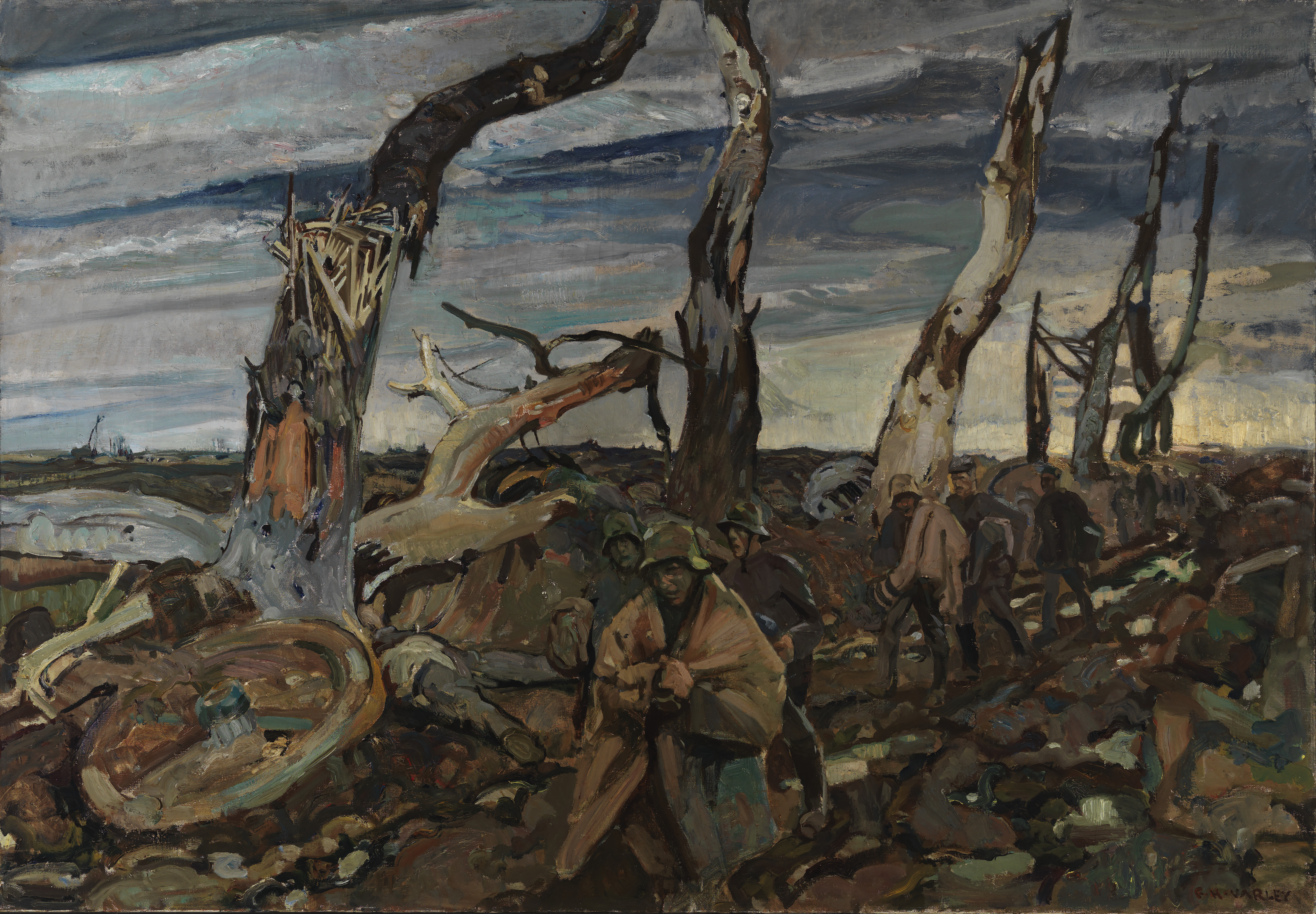
German Prisoners on the Western Front.
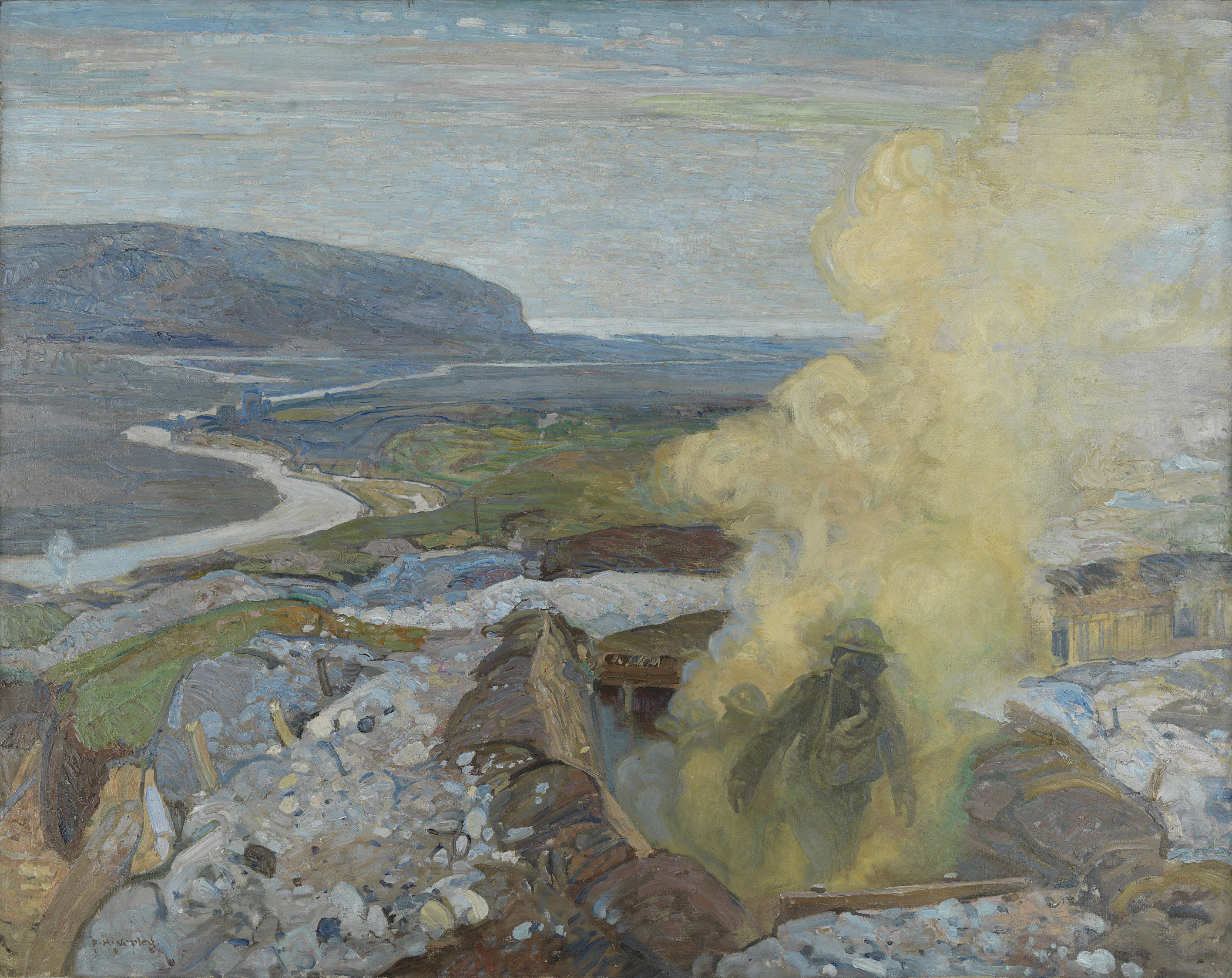
Gas Chamber at Seaford.
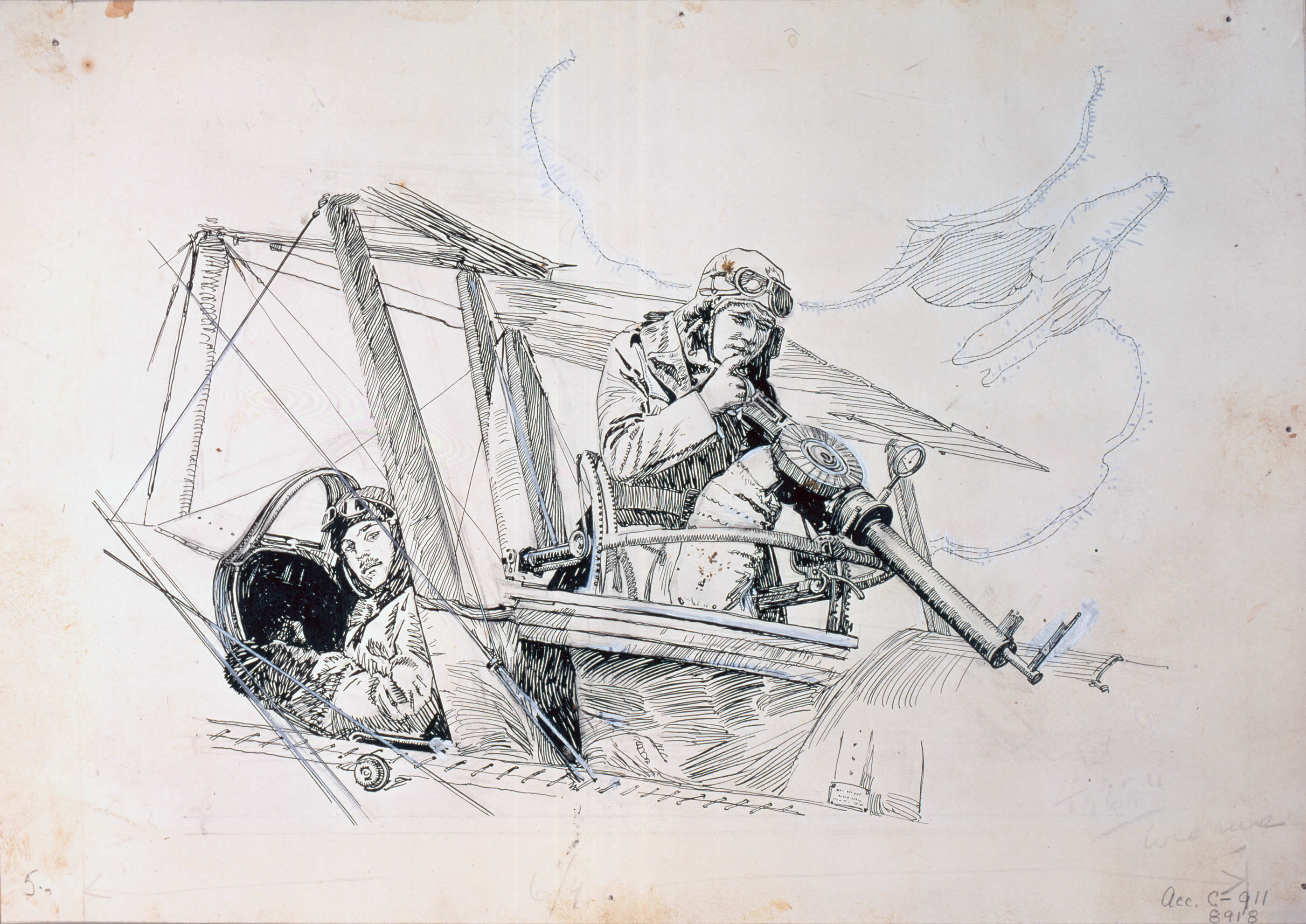
The Young Man's Element, the Air.